# Discografia de Luis Miguel
A discografia do cantor mexicano Luis Miguel consiste em vinte e dois álbuns de estúdio, dois álbuns ao vivo, um extended play (EP), oito coletâneas (três oficiais e cinco não oficiais), um álbum de remix, duas trilhas sonoras de filmes em que ele protagonizou, seis álbuns de vídeo, sessenta e quatro singles e quarenta e cinco vídeo clipes. No total, o cantor já atingiu a marca de mais de 100 milhões de discos vendidos, se tornando o sexto latino que mais vendeu discos ao redor do mundo.
Luis Miguel lançou seu primeiro álbum de estúdio em 1982, com apenas onze anos, pela EMI Music. Entre 1982 e 1986, o cantor lançou sete álbuns de estúdio (incluindo dois em português e um em italiano) e duas trilhas sonoras, além de ter conquistado seu primeiro Grammy Award pela canção "Me Gusta Tal Cómo Eres" do álbum Palabra de Honor (1984).
Em 1987, Luis Miguel lança seu sétimo álbum de estúdio, Soy Como Quiero Ser, o primeiro pela gravadora Warner Music, que alcançou a décima segunda posição na Billboard Latin Pop Albums e foi certificado como triplo de Platina pela CAPIF (Argentina). O álbum lançou cinco singles: "Ahora Te Puedes Marchar" (#1 na Hot Latin Tracks), "No Me Puedo Escapar de Tí" (#14 na Hot Latin Tracks), "Yo Que No Vivo Sin Tí" (#26 na Hot Latin Tracks), "Soy Como Quiero Ser" (#36 na Hot Latin Tracks) e "Cuándo Calienta el Sol" (#50 na Hot Latin Tracks).
Dois anos depois, lança o álbum Busca Una Mujer que foi certificado como quádruplo de Platina pela CAPIF e ficou na quarta posição pela Billboard Latin Pop Albums. Busca Una Mujer lançou seis singles: "Un Hombre Busca una Mujer" (#5 na Hot Latin Tracks), "Fría Cómo el Viento" (#1 na Hot Latin Tracks), "Separados" (#8 na Hot Latin Tracks), "Esa Niña" (#35 na Hot Latin Tracks), "Culpable o No" (#22 na Hot Latin Tracks) e "La Incondicional" (#1 na Hot Latin Tracks). Todos foram um sucesso na América Latina, principalmente "La Incondicional", que acabou ofuscando os outros.
Em 1990, comemorando seu vigésimo aniversário, o cantor lança o álbum 20 Años, que alcançou a segunda posição na Billboard Latin Pop Albums e foi certificado como quintuplo de Platina pela CAPIF. Os singles do álbum foram "Entrégate", "Tengo Todo Excepto a Tí" e "Amante del Amor". Os dois primeiros alcançaram a primeira posição na Hot Latin Tracks e o terceiro na quarta posição.
No ano seguinte, Luis Miguel lança seu primeiro de vários álbuns somente com músicas do gênero Bolero (repertório diferente em relação aos seus álbuns anteriores). Romance é considerado até hoje um dos álbuns mais bem sucedidos da carreira do cantor, sendo um sucesso na América Latina e Estados Unidos. O álbum foi certificado como 16x Platina pela CAPIF, Ouro pela ABPD (Brasil) e Platina pela RIAA (EUA), ficou na terceira posição na Billboard Top Latin Albums e na primeira na Billboard Latin Pop Albums. Os singles "Inovidable" e "No Sé Tú" ficaram na primeira posição na Hot Latin Tracks; "Cómo" na quarta posição e "Mucho Corazón" na terceira posição.
Em 1993, lança Aries, que vendeu quase quatro milhões de cópias no mundo todo. Foi certificado como Diamante pela CAPIF, e ficou na 182ª posição na Billboard 200 e na segunda posição na Billboard Top Latin Albums. Os singles "Ayer" e "Hasta Que Me Olvides" ficaram na primeira posição na Hot Latin Tracks, "Hasta el Fin" e "Tú y Yo" na quarta posição e por fim, "Suave" na nona.
Em 1994, lança o segundo álbum da série Romance, Segundo Romance, que se tornou o álbum mais vendido do ano, sendo um sucesso na América Latina e Estados Unidos. Alcançou a primeira posição na Billboard Latin Pop Albums e na Billboard Top Latin Albums e a quarta posição na Billboard 200. Conquistou o disco de Platina em vários países.
Um ano após o lançamento de seu primeiro álbum ao vivo, Luis Miguel lança o último álbum antes de conseguir uma estrela na Calçada da Fama chamado Nada es Igual. Vendeu mais de cinco milhões de cópias no mundo todo, e ficou na primeira posição na Billboard Top Latin Albums e na 43ª na Billboard 200. Entre os quatro singles, a canção "Sueña" é a versão em espanhol da canção "Someday", canção-tema do filme The Hunchback of Notre Dame. Esta ficou na terceira posição na Hot Latin Tracks. O segundo single, "Dame", ficou na segunda posição; "Cómo es Possible Qué a Mí Lado" ficou na décima e "Qué Tú Te Vás" na quarta.
No ano seguinte, em 1997, o cantor volta a seguir com a série Romance, lançando Romances. O álbum vendeu 4,5 milhões de cópias, recebeu certificados de Platina na América Latina, nos Estados Unidos e na Espanha, ficou na primeira posição na Billboard Top Latin Albums e também na Billboard Latin Pop Albums e por fim na 14ª posição na Billboard 200. Foram lançados seis singles: "Por Debajo de la Mesa", "El Reloj", "Contigo (Estar Contigo)", "De Quererte Así (De T'Avoir Aimee)", "Bésame Mucho" e "Sabor a Mí".
Em 1999, lança Amarte es Un Placer, que conquistou o quíntuplo de Platina no México e também na Argentina e foi certificado como Ouro nos EUA. Ficou na primeira posição na Billboard Top Latin Albums e na Billboard Latin Pop Albums, e na 35ª na Billboard 200. Foram lançados quatro singles: "Sol, Arena y Mar" (#3 na Hot Latin Tracks), "O Tú o Ninguna" (#1 na Hot Latin Tracks), "Dormir Contigo" (#11 na Hot Latin Tracks) e "Amarte es un Placer" (#6 na Hot Latin Tracks). Com esse álbum, o cantor conquistou três Grammy Awards.
Em 2001, após lançar seu segundo álbum ao vivo, Luis Miguel lança o álbum Mis Romances, o quarto e último da série Romance. O álbum lançou três singles "Amor, Amor, Amor" (#1 no México), "Como Duele" (#1 no México e na Billboard Hot Latin Tracks) e "Al Que Me Siga" e conquistou o disco duplo de Platina na Argentina, Ouro no Brasil, e quádruplo de Platina no México e Estados Unidos.
Em 2002, lança sua primeira coletânea chamada Mis Boleros Favoritos, que conta com as principais canções da série Romance. É lançado um single, "Hasta Qué Vuelvas", que conquistou um indicação ao Grammy Awards e ficou na décima sexta posição na Billboard Hot Latin Tracks. O álbum em si alcançou a 125ª posição na Billboard 200 e a terceira na Billboard Top Latin Albums. Conquistou o disco duplo de Platina na Espanha e nos Estados Unidos.
No ano seguinte, lança o álbum 33. O título faz referência com sua idade, que na época do lançamento, o cantor tinha trinta e três anos. É a segunda vez que se faz essa referência (a primeira foi com o álbum 20 Años). O álbum alcançou a 43ª posição na Billboard 200 e recebeu uma indicação ao Latin Grammy Awards e ao Grammy Awards. Foi certificado como duplo de Platina na Argentina, Espanha e Estados Unidos. No México, foi certificado como quádruplo de Platina. Foram lançados dois singles: "Te Necessito" (#1 na Hot Latin Tracks) e "Un Te Amo" (#30 na Hot Latin Tracks).
Em 2004, lança seu primeiro álbum com músicas do gênero Mariachi, México en la Piel. Foi certificado como Platina na Espanha, duplo de Platina na Argentina, triplo de Platina e Diamante no México e quádruplo de Platina nos Estados Unidos. Os singles "El Viajero	" e "Mi Ciudad" foram lançados comercialmente somente no México. "Qué Seas Feliz" alcançou a terceira posição na Hot Latin Tracks, "Échame a Mi la Culpa" a décima oitava e "Sabes una Cosa", que foi lançado posteriormente como bonus track, a oitava posição.
Em 2005, lança seu primeiro álbum de greatest hits, intitulado Grandes Éxitos. A coletânea conquistou disco de Platina na Argentina e na Espanha, triplo de Platina no México e duplo de Platina nos Estados Unidos. Foram lançadas duas canções inéditas: "Misterios del Amor" (#29 posição na Billboard Hot Latin Tracks) e "Si te Perdiera" (#47 na Billboard Hot Latin Tracks).
No ano seguinte, lança Navidades, seu primeiro álbum de natal. O álbum alcançou a 51ª posição na Billboard 200 e a primeira posição na Billboard Top Latin Albums e na Billboard Latin Pop Albums. Recebeu uma indicação ao Grammy Awards (tornando-se o primeiro álbum de natal a ser indicado ao prêmio na categoria "Melhor Álbum de Pop Latino") e foi certificado como Platina na Argentina, duplo de Platina nos Estados Unidos, Ouro na Espanha e quádruplo de Platina e Ouro no México. O álbum é constituído por versões em espanhol de cantigas de natal, e dois deles foram lançados como singles: "Mi Humilde Oración" e "Santa Claus Llegó a la Ciudad" ("Santa Claus Is Coming to Town").
Em 2008, lança Cómplices. O álbum alcançou a décima posição na Billboard 200 (a melhor posição alcançada em toda sua discografia, ultrapassando até o álbum Romances) e a primeira na Billboard Top Latin Albums. Conquistou o disco duplo de Platina na Argentina, Diamante no México, Ouro na Espanha e Platina nos Estados Unidos. Foram lançados três singles: "Te Desean", "Amor de Hecho" e "Si Tú Te Atreves". Os dois primeiros foram lançados apenas no México e o terceiro alcançou a décima primeira posição na Hot Latin Tracks. No ano seguinte, lança seu primeiro álbum de remix, No Culpes a la Noche, o qual foi certificado como Ouro na Argentina. No México, foi também certificado como Ouro e Platina.
Por fim, em 2010, lança o seu então último álbum de estúdio intitulado como Luis Miguel. O álbum celebra os trinta anos de carreira do cantor e alcançou a primeira posição na Billboard Top Latin Albums e na Billboard Latin Pop Albums e a 45ª posição na Billboard 200. Conquistou o disco de Platina na Argentina, Ouro no Chile e quádruplo de Platina no México. Os singles "Labios de Miel" e "Lo Que Queda a Mí" alcançaram a 31ª posição na Hot Latin Tracks.

## Álbuns

### Álbuns de estúdio
| Título                                                                                  | Informações                                                                                               | Posição | Posição       | Posição       | Posição          | Posição | Posição | Posição | Posição | Posição | Vendas | Certificações |
| Título                                                                                  | Informações                                                                                               | EUA 200 | EUA Top Latin | EUA Latin Pop | EUA Regional Mex | MÉX     | ARG     | CHI     | COL     | ESP     | Vendas | Certificações |
| --------------------------------------------------------------------------------------- | --- | ------- | ------------- | ------------- | ---------------- | ------- | ------- | ------- | ------- | ------- | --- | --- |
| Un Sol                                                                                  | - Lançamento: 1982 - Gravadora: EMI Music - Formato: LP, cassete                                          | —       | —             | —             | —                | —       | —       | —       | —       | —       | | |
| Directo al Corazón                                                                      | - Lançamento: 1982 - Gravadora: EMI Music - Formato: LP, cassete                                          | —       | —             | —             | —                | —       | —       | —       | —       | —       | | |
| Decídete                                                                                | - Lançamento: 1983 - Gravadora: EMI Music - Formato: LP, cassete                                          | —       | —             | —             | —                | —       | —       | —       | —       | —       | | |
| Palabra de Honor                                                                        | - Lançamento: 1984 - Ver também: Versão brasileira - Gravadora: EMI Music - Formato: LP, cassete          | —       | —             | —             | —                | —       | —       | —       | —       | —       | | |
| Amándote a la Italiana                                                                  | - Lançamento: 1986 - Gravadora: EMI Music - Formato: LP, cassete                                          | —       | —             | —             | —                | —       | —       | —       | —       | —       | | |
| También es Rock                                                                         | - Lançamento: 1986 - Gravadora: EMI Music - Formato: LP, cassete                                          | —       | —             | —             | —                | —       | —       | —       | —       | —       | | |
| Soy Como Quiero Ser                                                                     | - Lançamento: 15 de Julho de 1987 - Ver também: Versão brasileira - Gravadora: WEA - Formato: LP, cassete | —       | —             | 12            | —                | —       | —       | —       | —       | —       | - ARG: 180.000 | - ARG: 3x Platina |
| Busca una Mujer                                                                         | - Lançamento: 25 de Novembro de 1988 - Gravadora: WEA - Formato: LP, cassete                              | —       | —             | 4             | —                | —       | —       | —       | —       | —       | - ARG: 240.000 | - ARG: 4x Platina - ESP: Platina |
| 20 Años                                                                                 | - Lançamento: 18 de Maio de 1990 - Gravadora: WEA - Formato: LP, cassete, CD                              | —       | 46            | 2             | —                | —       | —       | —       | —       | —       | - ARG: 300.000 - MÉX: 600.000 | - ARG: 5x Platina - ESP: 2x Platina |
| Romance                                                                                 | - Lançamento: 19 de Novembro de 1991 - Gravadora: WEA - Formato: LP, cassete, CD                          | —       | 3             | 1             | —                | —       | —       | —       | —       | —       | - ARG: 1.000.000 - BRA: 300.000 - CHI: 80.000 - COL: 60.000 - ESP: 200.000 - EUA: 1.000.000 - MÉX: 2.000.000 - PAR: 5.000 - PER: 20.000 - THA: 50.000 - VEN: 20.000                   | - ARG: 16x Platina - BRA: Ouro - CHI: 4x Platina - COL: Platina - ESP: 2x Platina - EUA: Platina - MÉX: 8x Platina - PAR: Ouro - PER: 2x Platina - THA: Ouro - VEN: Platina                                                                     |
| Aries                                                                                   | - Lançamento: 22 de Junho de 1993 - Gravadora: WEA - Formato: LP, cassete, CD                             | 182     | 2             | 1             | —                | —       | —       | 1       | —       | —       | - ARG: 500.000 | - ARG: Diamante - ESP: Platina |
| Segundo Romance                                                                         | - Lançamento: 30 de Agosto de 1994 - Gravadora: WEA - Formato: LP, cassete, CD                            | 29      | 1             | 1             | —                | —       | —       | 1       | —       | —       | - ARG: 500.000 - BRA: 100.000 - CHI: 150.000 - COL: 120.000 - ECU: 15.000 - ESP: 200.000 - EUA: 730.000 - MÉX: 1.250.000 - PAR: 30.000 - PER: 20.000 - URU: 18.000 - VEN: 40.000      | - AMCEN: 3x Platina - ARG: Diamante - BOL: 2x Platina - BRA: Ouro - CHI: 6x Platina - COL: 2x Platina - ECU: Platina - ESP: 2x Platina - EUA: Platina - MÉX: 5x Platina - PAR: 3x Platina - PER: 2x Platina - URU: 3x Platina - VEN: 2x Platina |
| Nada es Igual                                                                           | - Lançamento: 20 de Agosto de 1996 - Gravadora: WEA - Formato: Cassete, CD                                | 43      | 1             | 1             | —                | —       | —       | —       | —       | —       | - ARG: 420.000 - EUA: 500.000 | - ARG: 7x Platina - ESP: 2x Platina - EUA: Ouro |
| Romances                                                                                | - Lançamento: 12 de Agosto de 1997 - Gravadora: WEA - Formato: Cassete, CD                                | 14      | 1             | 1             | —                | —       | 1       | —       | —       | 1       | - AMCEN: 80.000 - ARG: 781.000 - BRA: 100.000 - CHI: 160.000 - COL: 120.000 - ECU: 15.000 - ESP: 800.000 - EUA: 1.000.000 - MÉX: 1.000.000 - PAR: 20.000 - PER: 10.000 - VEN: 120.000 | - AMCEN: 4x Platina - ARG: Diamante - BOL: 2x Platina - BRA: Ouro - CHI: 8x Platina - COL: 2x Platina - ECU: Platina - ESP: 8x Platina - EUA: Platina - MÉX: 4x Platina - PAR: 2x Platina - PER: Platina - VEN: 6x Platina                      |
| Amarte es un Placer                                                                     | - Lançamento: 14 de Setembro de 1999 - Gravadora: WEA - Formato: Cassete, CD                              | 36      | 1             | 1             | —                | —       | —       | —       | —       | 1       | - ARG: 300.000 - EUA: 500.000 - MÉX: 750.000 | - ARG: 5x Platina - ESP: 6x Platina - EUA: Ouro - MÉX: 5x Platina |
| Mis Romances                                                                            | - Lançamento: 13 de Novembro de 2001 - Gravadora: WEA - Formato: Cassete, CD                              | 115     | 2             | 1             | —                | —       | —       | —       | —       | —       | - ARG: 80.000 - BRA: 50.000 - EUA: 600.000 - MÉX: 400.000 | - ARG: 2x Platina - BRA: Ouro - ESP: 3x Platina - EUA: 4x Platina - MÉX: 4x Platina |
| 33                                                                                      | - Lançamento: 30 de Setembro de 2003 - Gravadora: WEA - Formato: Cassete, CD                              | 43      | 1             | 1             | —                | —       | —       | —       | —       | 61      | - ARG: 80.000 - ESP: 200.000 - EUA: 200.000 - MÉX: 400.000 | - ARG: 2x Platina - ESP: 2x Platina - EUA: 2x Platina - MÉX: 4x Platina |
| México en la Piel                                                                       | - Lançamento: 9 de Novembro de 2004 - Gravadora: WEA - Formato: Cassete, CD, CD/DVD                       | 37      | 1             | —             | 1                | 20      | —       | —       | —       | 9       | - ARG: 80.000 - ESP: 100.000 - EUA: 400.000 - MÉX: 800.000 | - ARG: 2x Platina - ESP: Platina - EUA: 4x Platina - MÉX: 3x Platina+Diamante |
| Navidades                                                                               | - Lançamento: 14 de Novembro de 2006 - Gravadora: WEA - Formato: CD, download digital                     | 51      | 1             | 1             | —                | 1       | —       | —       | —       | 4       | - ARG: 40.000 - ESP: 40.000 - EUA: 200.000 - MÉX: 450.000 | - ARG: Platina - ESP: Ouro - EUA: 2x Platina - MÉX: 4x Platina+Ouro |
| Cómplices                                                                               | - Lançamento: 6 de Maio de 2008 - Gravadora: WEA - Formato: CD, CD/DVD, download digital                  | 10      | 1             | 1             | —                | 1       | 2       | —       | 1       | 1       | - ARG: 80.000 - ESP: 40.000 - EUA: 100.000 - MÉX: 400.000 | - ARG: 2x Platina - ESP: Ouro - EUA: Platina - MÉX: Diamante |
| Luis Miguel                                                                             | - Lançamento: 14 de Setembro de 2010 - Gravadora: WEA - Formato: CD, download digital                     | 45      | 1             | 1             | —                | 1       | 2       | —       | —       | 1       | - ARG: 40.000 - CHI: 7.500 - MÉX: 300.000 | - ARG: Platina - CHI: Ouro - EUA: Ouro - MÉX: 4x Platina |
| ¡México Por Siempre!                                                                    | - Lançamento: 24 de Novembro de 2017 - Gravadora: Warner Music Latina - Formato: CD, download digital     | 184     | 2             | —             | 1                | 1       | —       | —       | —       | 6       | - EUA: 30.000 - MÉX: 180.000 | - EUA: Ouro - MÉX: 2x Platina |
| "—" denota lançamentos que não se classificaram ou não foram lançados nesse território. | |         |               |               |                  |         |         |         |         |         | | |

### Álbuns ao vivo
| Título                                                                                  | Informações                                                                          | Posição | Posição       | Posição       | Posição | Vendas | Certificações |
| Título                                                                                  | Informações                                                                          | EUA 200 | EUA Top Latin | EUA Latin Pop | MÉX     | Vendas | Certificações |
| --------------------------------------------------------------------------------------- | ------------------------------------------------------------------------------------ | ------- | ------------- | ------------- | ------- | --- | --- |
| El Concierto                                                                            | - Lançamento: 17 de Outubro de 1995 - Gravadora: WEA - Formato: Cassete, CD, VHS     | 45      | 2             | 2             | —       | - ARG: 240.000 - CHI: 20.000 - ECU: 7.500 - EUA: 500.000 - MÉX: 250.000 - PAR: 10.000 - URU: 6.000 - VEN: 40.000 | - AMCEN: 3x Platina - ARG: 4x Platina - BOL: Ouro - CHI: Platina - ECU: Ouro - EUA: Ouro - MÉX: Platina - PAR: Platina - URU: Platina - VEN: 2x Platina |
| Vivo                                                                                    | - Lançamento: 3 de Outubro de 2000 - Gravadora: WEA - Formato: Cassete, VHS, CD, DVD | 93      | 2             | 2             | 72      | - ARG: 120.000 - EUA: 200.000 - MÉX: 525.000                                                                     | - ARG: 2x Platina - EUA: 2x Platina - MÉX: 3x Platina+Ouro                                                                                              |
| "—" denota lançamentos que não se classificaram ou não foram lançados nesse território. |                                                                                      |         |               |               |         | | |

### Álbuns de compilação
| Título                                                                                  | Informações                                                               | Posição | Posição       | Posição       | Posição | Vendas                                                    | Certificações                                                     |
| Título                                                                                  | Informações                                                               | EUA 200 | EUA Top Latin | EUA Latin Pop | ESP     | Vendas                                                    | Certificações                                                     |
| --------------------------------------------------------------------------------------- | ------------------------------------------------------------------------- | ------- | ------------- | ------------- | ------- | --------------------------------------------------------- | ----------------------------------------------------------------- |
| Todos los Romances                                                                      | - Lançamento: 11 de Agosto de 1998 - Gravadora: WEA - Formato: CD         | —       | 12            | 6             | —       | - ARG: 30.000 - ESP: 200.000                              | - ARG: Ouro                                                       |
| Mis Boleros Favoritos                                                                   | - Lançamento: 8 de Outubro de 2002 - Gravadora: WEA - Formato: CD, CD/DVD | 125     | 3             | 3             | 79      | - ESP: 200.000 - EUA: 200.000                             | - ESP: 2x Platina - EUA: Ouro                                     |
| Grandes Éxitos                                                                          | - Lançamento: 22 de Novembro de 2005 - Gravadora: WEA - Formato: CD, DVD  | —       | 8             | 6             | 5       | - ARG: 40.000 - ESP: 80.000 - EUA: 100.000 - MÉX: 300.000 | - ARG: Platina - ESP: Platina - EUA: 2x Platina - MÉX: 3x Platina |
| "—" denota lançamentos que não se classificaram ou não foram lançados nesse território. |                                                                           |         |               |               |         |                                                           |                                                                   |

Não oficiais
- 14 Grandes Éxitos (1989)
- Romántico Desde Siempre (1994)
- Serie de Oro: Grandes Éxitos (2003)
- 30 Éxitos Insuperables (2003)
- Sus Primeros Éxitos (2004)

### Álbuns de remix
| Título                                                                                  | Informações                                                                           | Posição       | Posição       | Posição      | Vendas                       | Certificações                   |
| Título                                                                                  | Informações                                                                           | EUA Top Latin | EUA Latin Pop | EUA Top Elec | Vendas                       | Certificações                   |
| --------------------------------------------------------------------------------------- | ------------------------------------------------------------------------------------- | ------------- | ------------- | ------------ | ---------------------------- | ------------------------------- |
| No Culpes a la Noche                                                                    | - Lançamento: 22 de Setembro de 2009 - Gravadora: WEA - Formato: CD, download digital | 4             | 2             | 10           | - ARG: 20.000 - MÉX: 120.000 | - ARG: Ouro - MÉX: Platina+Ouro |
| "—" denota lançamentos que não se classificaram ou não foram lançados nesse território. |                                                                                       |               |               |              |                              |                                 |

### EPs
| Título                                                                                  | Informações                                                    | Posição       | Posição       | Vendas        | Certificações  |
| Título                                                                                  | Informações                                                    | EUA Top Latin | EUA Latin Pop | Vendas        | Certificações  |
| --------------------------------------------------------------------------------------- | -------------------------------------------------------------- | ------------- | ------------- | ------------- | -------------- |
| América & En Vivo                                                                       | - Lançamento: 1992 - Gravadora: WEA - Formato: LP, cassete, CD | 30            | 12            | - ARG: 60.000 | - ARG: Platina |
| "—" denota lançamentos que não se classificaram ou não foram lançados nesse território. |                                                                |               |               |               |                |

### Trilhas sonoras
- Ya Nunca Más (1984)
- Fiebre de Amor (1985)

## Singles

### Como artista principal
| Single                                                                                  | Ano  | Posição   | Posição       | Posição      | Posição          | Posição       | Certificações | Álbum                 |
| Single                                                                                  | Ano  | EUA Latin | EUA Latin Pop | EUA Tropical | EUA Regional Méx | EUA Hot Dance | Certificações | Álbum                 |
| --------------------------------------------------------------------------------------- | ---- | --------- | ------------- | ------------ | ---------------- | ------------- | ------------- | --------------------- |
| "Los Muchachos de Hoy"                                                                  | 1985 | —         | —             | —            | —                | —             |               | Fiebre de Amor        |
| "Todo el Amor del Mundo" (com Lucero)                                                   | 1985 | 9         | —             | —            | —                | —             |               | Fiebre de Amor        |
| "Ahora Te Puedes Marchar"                                                               | 1987 | 1         | —             | —            | —                | —             |               | Soy Como Quiero Ser   |
| "Soy Como Quiero Ser"                                                                   | 1987 | 36        | —             | —            | —                | —             |               | Soy Como Quiero Ser   |
| "Cuándo Calienta el Sol"                                                                | 1987 | 50        | —             | —            | —                | —             |               | Soy Como Quiero Ser   |
| "Yo Que No Vivo Sin Tí"                                                                 | 1987 | 26        | —             | —            | —                | —             |               | Soy Como Quiero Ser   |
| "La Incondicional"                                                                      | 1989 | 1         | —             | —            | —                | —             | - MÉX: Ouro   | Busca una Mujer       |
| "Fría Como el Viento"                                                                   | 1989 | 1         | —             | —            | —                | —             |               | Busca una Mujer       |
| "Un Hombre Busca una Mujer"                                                             | 1989 | 5         | —             | —            | —                | —             |               | Busca una Mujer       |
| "Separados"                                                                             | 1990 | 8         | —             | —            | —                | —             |               | Busca una Mujer       |
| "Esa Niña"                                                                              | 1990 | 36        | —             | —            | —                | —             |               | Busca una Mujer       |
| "Culpable o No (Miénteme Como Siempre)"                                                 | 1990 | 22        | —             | —            | —                | —             |               | Busca una Mujer       |
| "Entrégate"                                                                             | 1990 | 1         | —             | —            | —                | —             |               | 20 Años               |
| "Tengo Todo Excepto a Tí"                                                               | 1990 | 1         | —             | —            | —                | —             |               | 20 Años               |
| "Amante del Amor"                                                                       | 1991 | 4         | —             | —            | —                | —             |               | 20 Años               |
| "Inovidable"                                                                            | 1991 | 1         | —             | —            | —                | —             |               | Romance               |
| "Como"                                                                                  | 1992 | 4         | —             | —            | —                | —             |               | Romance               |
| "Mucho Corazón"                                                                         | 1992 | 3         | —             | —            | —                | —             |               | Romance               |
| "No Sé Tú"                                                                              | 1992 | 1         | —             | —            | —                | —             |               | Romance               |
| "América, América"                                                                      | 1992 | 20        | —             | —            | —                | —             |               | América & En Vivo     |
| "Ayer"                                                                                  | 1993 | 1         | —             | —            | —                | —             |               | Aries                 |
| "Hasta Que Me Olvides"                                                                  | 1993 | 1         | —             | —            | —                | —             |               | Aries                 |
| "Suave"                                                                                 | 1993 | 9         | —             | —            | —                | —             |               | Aries                 |
| "Hasta el Final"                                                                        | 1994 | 4         | —             | —            | —                | —             |               | Aries                 |
| "Tú y Yo"                                                                               | 1994 | 4         | —             | —            | —                | —             |               | Aries                 |
| "El Día Que Me Quieras"                                                                 | 1994 | 1         | 1             | —            | —                | —             |               | Segundo Romance       |
| "La Media Vuelta"                                                                       | 1994 | 1         | 1             | 8            | 11               | —             |               | Segundo Romance       |
| "Delirio"                                                                               | 1995 | 16        | 6             | —            | —                | —             |               | Segundo Romance       |
| "Todo y Nada"                                                                           | 1995 | 3         | 1             | 9            | —                | —             |               | Segundo Romance       |
| "Amanecí en tus Brazos"                                                                 | 1995 | 3         | 3             | —            | 4                | —             |               | El Concierto          |
| "Si Nos Dejan"                                                                          | 1995 | 1         | 2             | 2            | 1                | —             |               | El Concierto          |
| "Como Es Posible Que A Mí Lado"                                                         | 1996 | 10        | 6             | —            | —                | —             |               | Nada Es Igual         |
| "Dáme"                                                                                  | 1996 | 2         | 2             | 3            | —                | —             |               | Nada Es Igual         |
| "Sueña"                                                                                 | 1996 | 3         | 1             | 7            | —                | —             |               | Nada Es Igual         |
| "Que Tú Te Vás"                                                                         | 1997 | 6         | 5             | 13           | —                | —             |               | Nada Es Igual         |
| "Contigo (Estar Contigo)"                                                               | 1997 | 2         | 2             | 7            | —                | —             |               | Romances              |
| "Por Debajo de la Mesa"                                                                 | 1997 | 1         | 1             | 3            | —                | —             |               | Romances              |
| "El Reloj"                                                                              | 1997 | 2         | 1             | 9            | 15               | —             |               | Romances              |
| "De Quererte Así"                                                                       | 1998 | 23        | 16            | —            | —                | —             |               | Romances              |
| "Sabor A Mí"                                                                            | 1998 | 6         | 3             | —            | —                | —             |               | Romances              |
| "O Tú o Ninguna"                                                                        | 1999 | 1         | 1             | 3            | —                | —             |               | Amarte Es un Placer   |
| "Sol, Arena y Mar"                                                                      | 1999 | 3         | 2             | 12           | —                | 8             |               | Amarte Es un Placer   |
| "Amarte Es un Placer"                                                                   | 2000 | 6         | 5             | 9            | —                | —             |               | Amarte Es un Placer   |
| "Dormir Contigo"                                                                        | 2000 | 11        | 2             | 25           | —                | —             |               | Amarte Es un Placer   |
| "Y"                                                                                     | 2000 | 8         | 8             | 18           | —                | —             |               | Vivo                  |
| "La Bikina"                                                                             | 2000 | 2         | 3             | 9            | —                | —             |               | Vivo                  |
| "Amor, Amor, Amor"                                                                      | 2001 | 13        | 7             | 13           | —                | —             |               | Mis Romances          |
| "Como Duele"                                                                            | 2001 | 1         | 1             | 5            | —                | —             |               | Mis Romances          |
| "Al Que Me Siga"                                                                        | 2002 | 21        | 12            | 30           | —                | —             |               | Mis Romances          |
| "Hasta Que Vuelvas"                                                                     | 2002 | 16        | 7             | 21           | —                | —             |               | Mis Boleros Favoritos |
| "Te Necesito"                                                                           | 2003 | 1         | 1             | 28           | —                | —             |               | 33                    |
| "Un Te Amo"                                                                             | 2004 | 30        | 20            | —            | —                | —             |               | 33                    |
| "El Viajero"                                                                            | 2004 | —         | —             | —            | —                | —             |               | México en la Piel     |
| "Que Seas Feliz"                                                                        | 2004 | 3         | 3             | 38           | 27               | —             |               | México en la Piel     |
| "Échame A Mí la Culpa"                                                                  | 2005 | 18        | 13            | —            | —                | —             |               | México en la Piel     |
| "Sabes una Cosa"                                                                        | 2005 | 8         | 9             | —            | 9                | —             |               | México en la Piel     |
| "Mi Ciudad"                                                                             | 2005 | —         | —             | —            | —                | —             |               | México en la Piel     |
| "Misterios del Amor"                                                                    | 2005 | 28        | 8             | —            | —                | —             |               | Grandes Éxitos        |
| "Si Te Perdiera"                                                                        | 2006 | 47        | 20            | —            | —                | —             |               | Grandes Éxitos        |
| "Mi Humilde Oración"                                                                    | 2006 | —         | 31            | —            | —                | —             |               | Navidades             |
| "Santa Claus Llegó a la Ciudad"                                                         | 2006 | —         | 26            | —            | —                | —             |               | Navidades             |
| "Si Tú Te Atreves"                                                                      | 2008 | 11        | 4             | —            | 25               | —             | - MÉX: Ouro   | Cómplices             |
| "Te Desean"                                                                             | 2008 | —         | —             | —            | —                | —             |               | Cómplices             |
| "Amor de Hecho"                                                                         | 2008 | —         | —             | —            | —                | —             |               | Cómplices             |
| "Será Que No Me Amas (Hex Hector Mix)"                                                  | 2009 | —         | —             | —            | —                | —             |               | No Culpes a la Noche  |
| "Eres (Dario Gomez & Vlad Diaz Mix)"                                                    | 2009 | —         | —             | —            | —                | —             |               | No Culpes a la Noche  |
| "Labios de Miel"                                                                        | 2010 | 31        | 10            | —            | —                | —             |               | Luis Miguel           |
| "Lo Que Queda A Mí"                                                                     | 2011 | 31        | 10            | —            | —                | —             |               | Luis Miguel           |
| "Déjà Vu"                                                                               | 2014 | —         | —             | —            | —                | —             |               | N/A                   |
| "La Fiesta del Mariachi"                                                                | 2017 | —         | —             | —            | —                | —             |               | ¡México Por Siempre!  |
| "Llamarada"                                                                             | 2017 | —         | —             | —            | —                | —             |               | ¡México Por Siempre!  |
| "No Discutamos"                                                                         | 2017 | —         | —             | —            | —                | —             |               | ¡México Por Siempre!  |
| "Soy lo Prohibido"                                                                      | 2017 | —         | —             | —            | —                | —             |               | ¡México Por Siempre!  |
| "—" denota lançamentos que não se classificaram ou não foram lançados nesse território. |      |           |               |              |                  |               |               |                       |

### Como artista convidado
| Single                                                                                  | Ano  | Posição | Álbum                       |
| Single                                                                                  | Ano  | ESP     | Álbum                       |
| --------------------------------------------------------------------------------------- | ---- | ------- | --------------------------- |
| "Somos el Mundo" (com vários artistas)                                                  | 2010 | 31      | Somos el Mundo 25 Por Haiti |
| "—" denota lançamentos que não se classificaram ou não foram lançados nesse território. |      |         |                             |

## Videografia

### Álbuns de vídeo
| Título               | Informações                                                                         | Notas | Vendas                     | Certificações                                |
| -------------------- | ----------------------------------------------------------------------------------- | --- | -------------------------- | -------------------------------------------- |
| Un Año de Conciertos | - Lançamento: 1989 - Gravadora: WEA, Televisa - Formato: VHS                        | - Vídeo que resume um ano de apresentações de Luis Miguel pelo México durante a tour do álbum Busca una Mujer. Contêm oitenta minutos de shows e cinco de entrevistas do cantor. |                            |                                              |
| Luis Miguel: 20 Años | - Lançamento: 1991 - Gravadora: WEA - Formato: VHS                                  | - Vídeo que mostra várias apresentações do cantor pelo México e Estados Unidos durante a tour do álbum 20 Años. Contêm noventa minutos de shows e dez de entrevistas do cantor.  |                            |                                              |
| Romance: En Vivo     | - Lançamento: 1992 - Gravadora: WEA - Formato: VHS                                  | - Gravado durante a tour de Romance, o vídeo mostra as apresentações que o cantor fez em vários países como Venezuela, Estados Unidos, Espanha e México.                         |                            |                                              |
| El Concierto         | - Lançamento: 17 de Outubro de 1995 - Gravadora: WEA - Formato: VHS, Laserdisc, DVD | - Vídeo que mostra uma das apresentações da tour de Segundo Romance. | - ARG: 8.000 - EUA: 50.000 | - ARG: Platina - EUA: Ouro                   |
| Vivo                 | - Lançamento: 3 de Outubro de 2000 - Gravadora: WEA - Formato: DVD                  | - Vídeo que mostra uma das apresentações da tour de Amarte es un Placer. | - ARG: 8.000 - BRA: 25.000 | - ARG: Platina - BRA: Ouro - MÉX: 2x Platina |
| Grandes Éxitos       | - Lançamento: 22 de Novembro de 2005 - Gravadora: WEA - Formato: DVD                | - Dividido em dois DVDs. Contêm no total 25 vídeo clipes de seus grandes sucessos.                                                                                               | - ARG: 8.000               | - ARG: Platina - MÉX: Platina+Ouro           |

### Vídeos musicais
| Clipe                           | Ano  | Artista           | Diretor(es)       | Ref. |
| ------------------------------- | ---- | ----------------- | ----------------- | ---- |
| "1 + 1 = Dos Enamorados"        | 1982 | Luis Miguel       | —                 |      |
| "Adolescente Soñador"           | 1982 | Luis Miguel       | —                 |      |
| "Directo al Corazón"            | 1982 | Luis Miguel       | —                 |      |
| "La Juventud"                   | 1982 | Luis Miguel       | —                 |      |
| "Decídete"                      | 1983 | Luis Miguel       | —                 |      |
| "No Me Puedes Dejar Así"        | 1983 | Luis Miguel       | —                 |      |
| "Me Gusta Tal Como Eres"        | 1984 | Com Sheena Easton | —                 |      |
| "Palabra de Honor"              | 1984 | Luis Miguel       | —                 |      |
| "La Chica del Bikini Azul"      | 1984 | Luis Miguel       | —                 |      |
| "Fiebre de Amor"                | 1985 | Luis Miguel       | René Cardona, Jr. |      |
| "Todo el Amor del Mundo"        | 1985 | Com Lucero        | René Cardona, Jr. |      |
| "Ahora Te Puedes Marchar"       | 1987 | Luis Miguel       | —                 |      |
| "Cuándo Calienta el Sol"        | 1987 | Luis Miguel       | —                 |      |
| "Yo Que No Vivo Sin Tí"         | 1987 | Luis Miguel       | —                 |      |
| "La Incondicional"              | 1988 | Luis Miguel       | Pedro Torres      |      |
| "Fría Como el Viento"           | 1988 | Luis Miguel       | Pedro Torres      |      |
| "Un Hombre Busca una Mujer"     | 1988 | Luis Miguel       | Pedro Torres      |      |
| "Entrégate"                     | 1990 | Luis Miguel       | Pedro Torres      |      |
| "Tengo Todo Excepto a Tí"       | 1990 | Luis Miguel       | Pedro Torres      |      |
| "Será Que No Me Amas"           | 1990 | Luis Miguel       | Pedro Torres      |      |
| "No Sé Tú"                      | 1991 | Luis Miguel       | Pedro Torres      |      |
| "Contigo en la Distancia"       | 1991 | Luis Miguel       | Pedro Torres      |      |
| "América, América"              | 1992 | Luis Miguel       | —                 |      |
| "Ayer"                          | 1993 | Luis Miguel       | —                 |      |
| "Suave"                         | 1993 | Luis Miguel       | —                 |      |
| "Delirio"                       | 1994 | Luis Miguel       | Kiko Guerrero     |      |
| "El Día Que Me Quieras"         | 1994 | Luis Miguel       | Kiko Guerrero     |      |
| "La Media Vuelta"               | 1994 | Luis Miguel       | Pedro Torres      |      |
| "Si Nos Dejan"                  | 1995 | Luis Miguel       | —                 |      |
| "Dáme"                          | 1996 | Luis Miguel       | —                 |      |
| "Como Es Posible Que A Mí Lado" | 1996 | Luis Miguel       | —                 |      |
| "Sueña"                         | 1996 | Luis Miguel       | —                 |      |
| "Por Debajo de la Mesa"         | 1997 | Luis Miguel       | Daniela Federici  |      |
| "O Tú O Ninguna"                | 1999 | Luis Miguel       | —                 |      |
| "Dormir Contigo"                | 1999 | Luis Miguel       | —                 |      |
| "Amarte Es un Placer"           | 1999 | Luis Miguel       | —                 |      |
| "Y"                             | 2000 | Luis Miguel       | David Mallet      |      |
| "La Bikina"                     | 2000 | Luis Miguel       | David Mallet      |      |
| "Amor, Amor, Amor"              | 2001 | Luis Miguel       | Rebeka Blake      |      |
| "Te Necesito"                   | 2003 | Luis Miguel       | —                 |      |
| "El Viajero"                    | 2005 | Luis Miguel       | Pedro Torres      |      |
| "Que Seas Feliz"                | 2005 | Luis Miguel       | Pedro Torres      |      |
| "Santa Claus Llegó a la Ciudad" | 2006 | Luis Miguel       | —                 |      |
| "Te Desean"                     | 2008 | Luis Miguel       | Rebeca Blake      |      |
| "Se Tú Te Atreves"              | 2008 | Luis Miguel       | Rebeca Blake      |      |